# Tlacotalpan
Tlacotalpan egy város Mexikó Veracruz államának középső részén. 2010-ben lakossága meghaladta a 7500 főt. Fontos folyami kikötő és turisztikai célpont.

## Földrajz

### Fekvése
A település Veracruz állam Papaloapan régiójában található, az állam középpontjától kissé délkeletre, a Papaloapan folyó bal (északi) partján, a San Juan folyó torkolatával szemben. Áthalad rajta a folyó partján haladó 175-ös számú állami út. Környékén a művelés alá vont legelők a leggyakoribbak.

### Éghajlat
A város éghajlata forró, nyáron és ősszel igen csapadékos. Minden hónapban mértek már legalább 36 °C-os hőséget, a rekord elérte a 42 °C-ot is. Az átlagos hőmérsékletek a januári 21,5 és a májusi 28,2 fok között váltakoznak, fagy nem fordul elő, sőt, a hőmérséklet 10 fok alá sem igen csökken. Az évi átlagosan 1803 mm csapadék időbeli eloszlása nagyon egyenetlen: a júniustól novemberig tartó fél éves időszak alatt hull az éves mennyiség több mint 85%-a.
| Hónap                                   | Jan. | Feb. | Már. | Ápr. | Máj. | Jún. | Júl. | Aug. | Szep. | Okt. | Nov. | Dec. | Év   |
| --------------------------------------- | ---- | ---- | ---- | ---- | ---- | ---- | ---- | ---- | ----- | ---- | ---- | ---- | ---- |
| Rekord max. hőmérséklet (°C)            | 36,0 | 37,0 | 39,0 | 42,0 | 41,0 | 39,5 | 39,0 | 37,0 | 38,0  | 37,0 | 39,5 | 36,0 | 42,0 |
| Átlagos max. hőmérséklet (°C)           | 25,4 | 26,4 | 29,4 | 32,0 | 33,2 | 32,8 | 31,8 | 32,1 | 31,2  | 29,9 | 28,1 | 26,3 | 29,9 |
| Átlaghőmérséklet (°C)                   | 21,5 | 22,1 | 24,6 | 26,9 | 28,2 | 28,1 | 27,5 | 27,8 | 27,2  | 26,2 | 24,2 | 22,5 | 25,6 |
| Átlagos min. hőmérséklet (°C)           | 17,6 | 17,8 | 19,8 | 21,8 | 23,3 | 23,5 | 23,3 | 23,5 | 23,2  | 22,5 | 20,3 | 18,6 | 21,3 |
| Rekord min. hőmérséklet (°C)            | 10,5 | 6,0  | 11,0 | 11,0 | 16,0 | 17,0 | 19,0 | 19,0 | 18,0  | 16,0 | 13,0 | 10,0 | 6,0  |
| Átl. csapadékmennyiség (mm)             | 42   | 40   | 23   | 22   | 50   | 184  | 313  | 231  | 387   | 289  | 131  | 91   | 1803 |
| Forrás: Servicio Meteorológico Nacional |      |      |      |      |      |      |      |      |       |      |      |      |      |

## Népesség
A település népessége a közelmúltban folyamatosan csökkent:
| Év   | Lakosság |
| ---- | -------- |
| 1990 | 9025     |
| 1995 | 8853     |
| 2000 | 8519     |
| 2005 | 8006     |
| 2010 | 7600     |

## Története
Neve a navatl nyelvből ered: a tlácotl szó jelentése egyfajta növény (Larrea nemzetség), a tlalli jelentése „föld”, a pan pedig helynévképző.
Területén a 12. századig totonákok éltek, majd a 13–14. században az olmékok hódították meg a vidéket. 1475-ben Axayácatl azték uralkodó igáza le: ekkor kapta mai nevét is. A spanyolok megérkezése után, 1521-ben Hernán Cortés egyik katonájáé, Alonso Romeróé lett, akinek családja a 16. század közepéig irányította. 1532-ben Cortés a közelben alapította meg Új-Spanyolország első cukornádmalmát. 1541-ben új közigazgatási egység, egy corregimiento jött létre, amely nem sokkal később alcaldía mayorrá alakult. A következő század elején az alkirályság Cosamaloapan alá akarta rendelni a települést, de a terv a helyi indiánok ellenállásán elbukott. A következő években a spanyol betelepülés következtében a lakosság száma megnőtt, új haciendák létesültek, ám 1667-ben egy alkalommal a közeli Alvaradóban angol kalózok kötöttek ki, akik megtámadták és felgyújtották Tlacotalpant is. 1698-ban tűzvész, 1714-ben a Papaloapan folyó árvize, 1788-ban pedig ismét tűzvész pusztított a településen, ennek következtében viszont megjelent az a rendelet, amelynek köszönhető a ma is látható, árkádsoros kőházakból álló belvárosi városkép kialakulása. Bár Agustín de Utrera már 1731-ben épített egy hajót Tlacotalpanban, a hajógyártás 1776-ban kapott igazi lendületet, amikor Antonio María Bucarelli alkirály rendeletére Joachín de Aranda hajógyárat alapított a városban. 1825-ben tengerésziskola is nyílt itt. 1846-ban, a Mexikói–amerikai háború során León Malpica y Terán, Tlacotalpan polgármestere 170 helyi önkéntessel együtt a Neptuno nevű gőzhajóval, a Papaloapan első gőzhajójával Alvarado védelmére sietett, és segített megakadályozni az amerikaiak betörését a régióba.
1847-ben a San Cristóbal Tlacotalpannak elnevezett település magasabb, villa rangra emelkedett, majd 1849-ben felépült a községi palota. 1864 júliusában megszállták a franciák, akik gyakori lövöldözéssel tartották félelemben a lakosságot, de kevesebb mint egy hónappal később Alejandro García felszabadította a várost, ahol létrejött a környék első nyomdája. Ez a nyomda kezdetben a Keleti Hadsereg céljait szolgálta, az ő kiáltványaikat és híreiket tette közzé, majd a háború után Juan Malpica Díaz és testvére vette meg, akik 1869-ben elindították a kéthetente megjelenő El Correo de Sotavento című újságot.
Tlacotalpan három évvel később a franciák elleni ellenállásban betöltött szerepét elismerve ciudad rangot kapott, sőt, ideiglenesen az állam fővárosává is tették. Porfirio Díaz innen indulva lázadt fel Sebastián Lerdo de Tejada kormánya ellen, ezen események emlékére pedig 1896-ban a város új nevet kapott: Tlacotalpan de Porfirio Díaz. A Díaz-ellenes forradalom győzelme után azonban ezt a nevet eltörölték. A folyami hajózás sokáig jelentős szerepet töltött be a település fejlődésében, ám a 20. század elején a Tehuantepeci-földszoroson megépülő új vasútvonal visszavetette a hajózás jelentőségét. A Netzahualcóyotl Színház építése 1889-ben kezdődött meg.

## Turizmus, látnivalók
A város fontos turisztikai célpont, főleg 1998 óta, amikor az UNESCO a történelmi belváros műemlékeit a Világörökség részévé nyilvánította. Elsősorban színes, árkádsoros házak alkotta egységes utcaképe, terei, parkjai, valamint több öreg fa és régi templom érdemel figyelmet. Két múzeum is található a településen: a Salvador Ferrando Múzeumben a festő munkái vannak kiállítva, a kultúrházban pedig több művész alkotásai mellett egy, a település híres szülöttével, Agustín Larával kapcsolatos kiállítás is helyt kapott.
Hagyományos rendezvényei többnyire vallási ünnepekhez kapcsolódnak, valamint május első felében karnevált is tartanak. Gyertyaszenteléskor hagyományos lovas ruhába öltözött emberek tartanak lovas felvonulást, és az év egy napján szoktak rendezni bikafuttatást is. A felvonulásokon gyakran láthatók papírmaszkos, nagy méretű bábok is, amelyek a mindennapi élet eseményeit figurázzák ki: ez az úgynevezett mojiganga.

## Képek

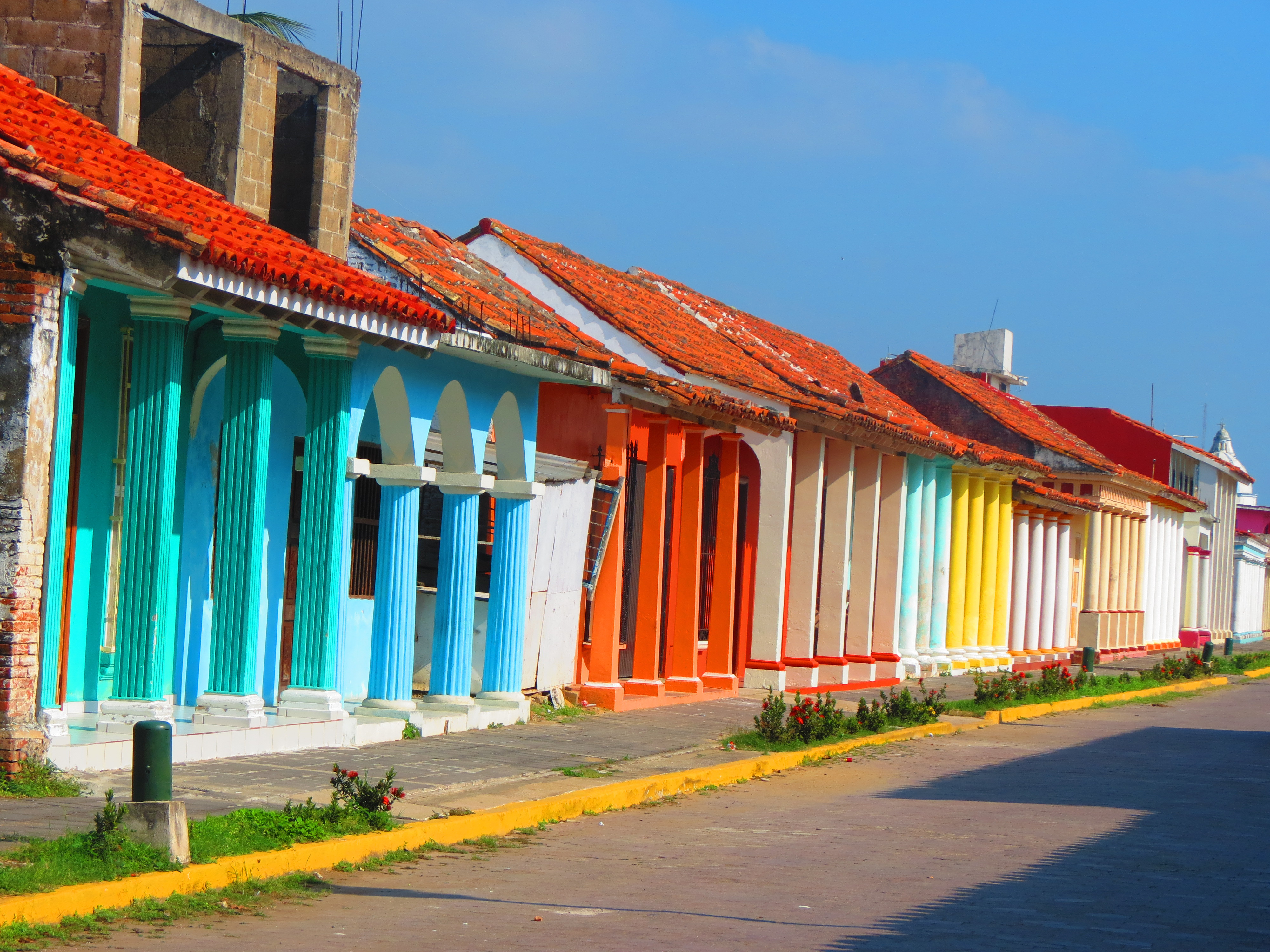
Jellegzetes színes házak sora
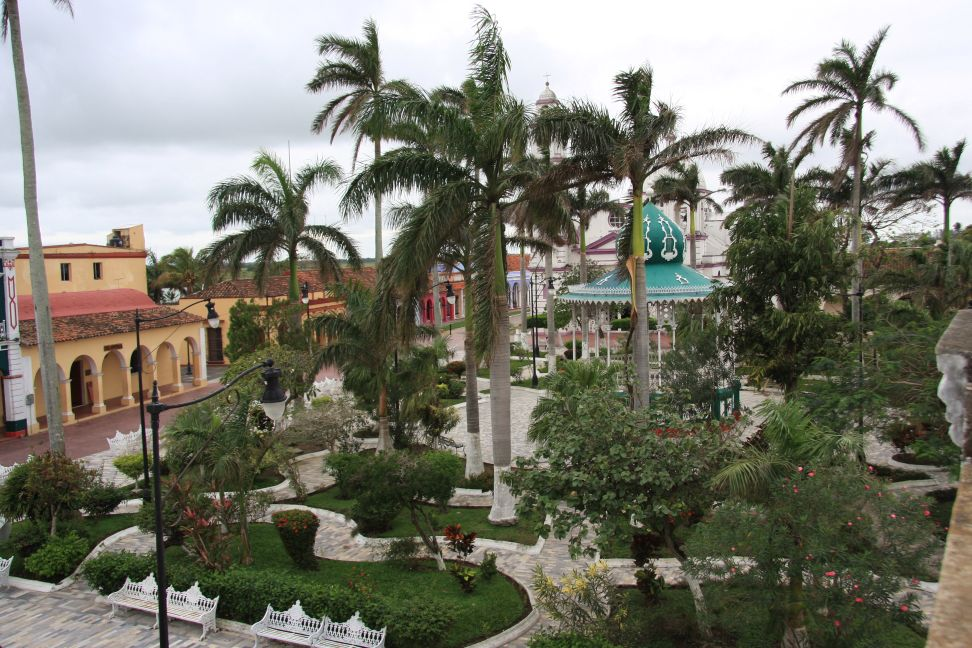
A főtér
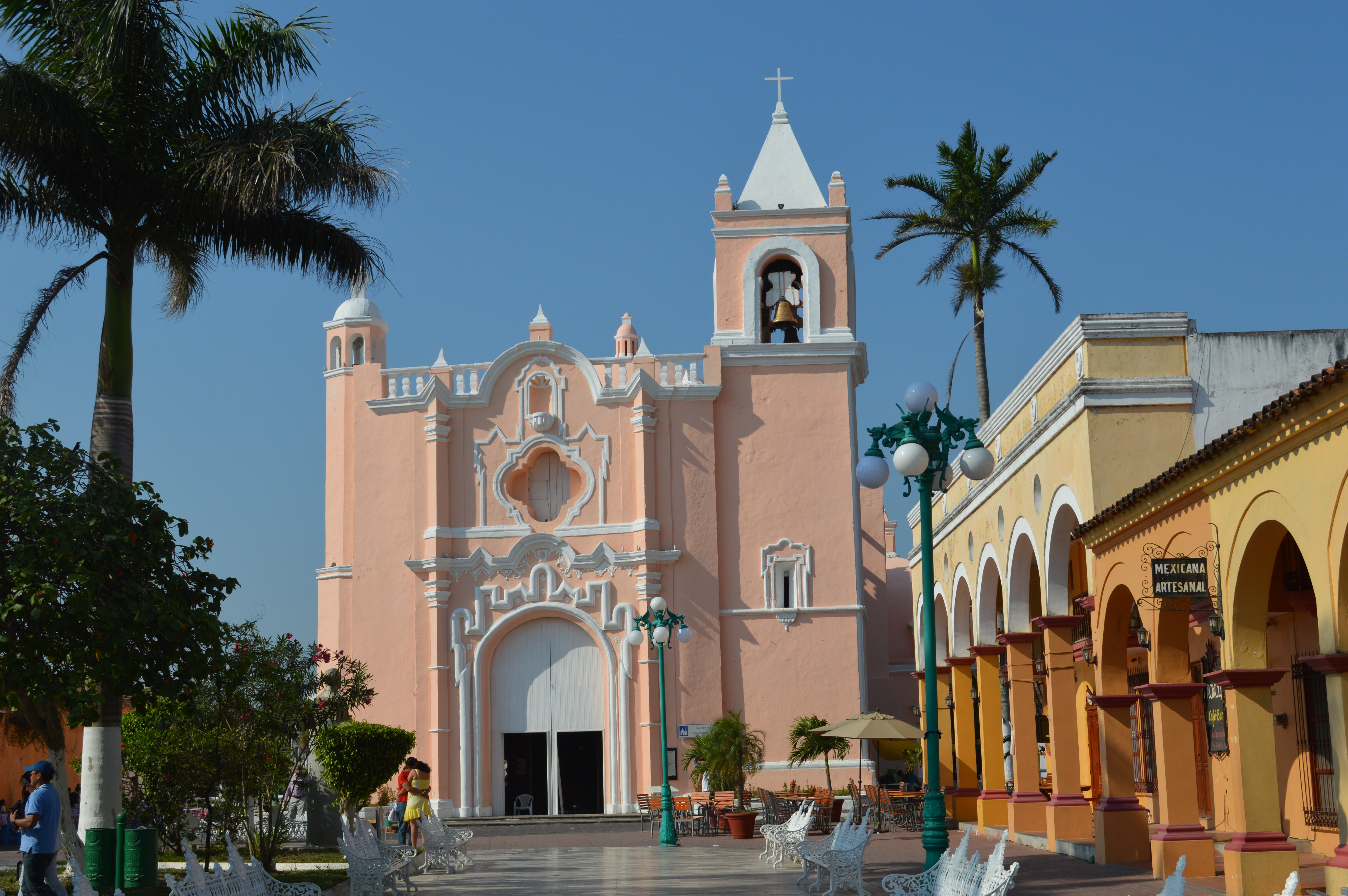
A Gyertyaszentelő Boldogasszony-templom
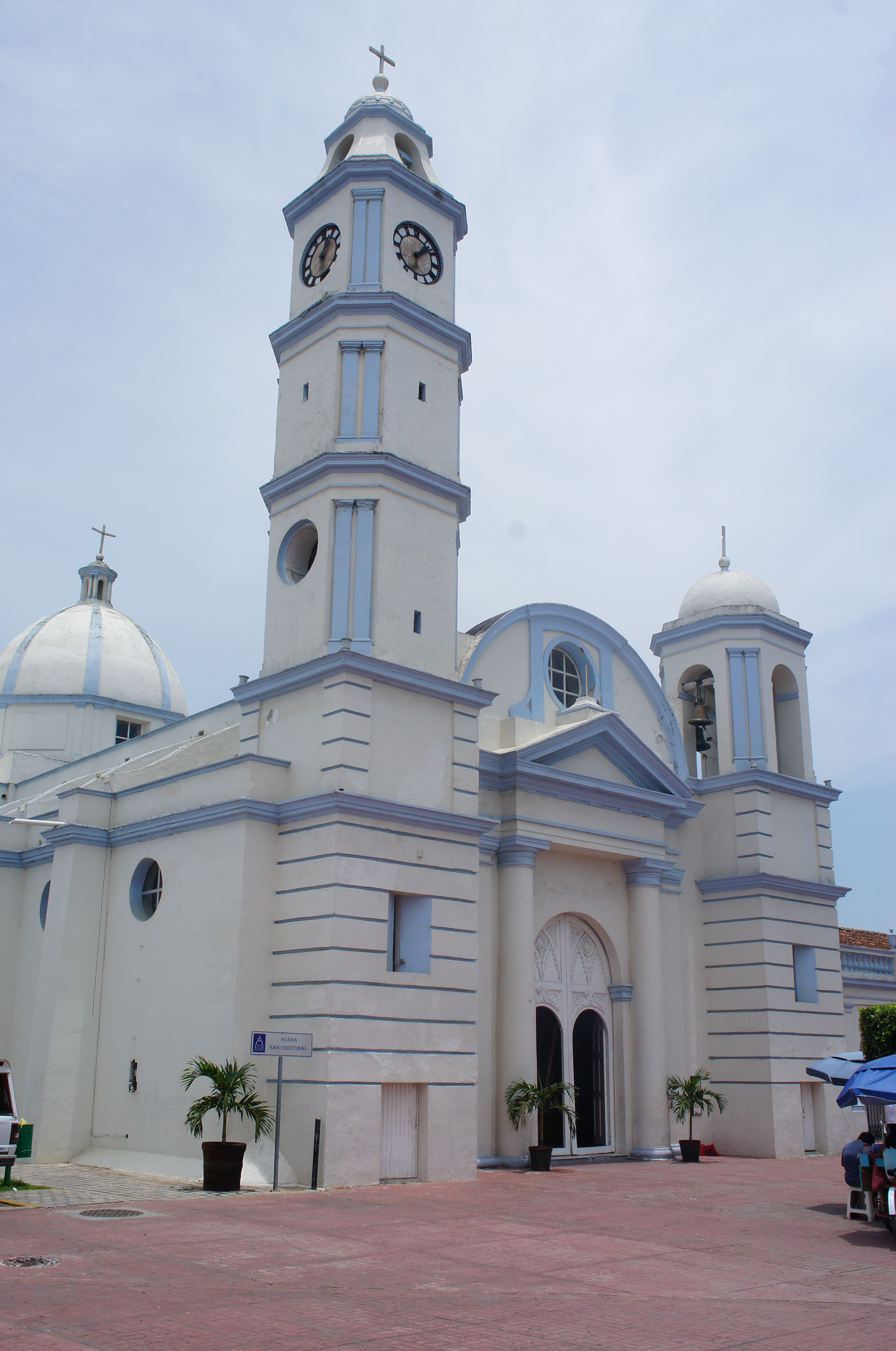
A Szent Kristóf-templom
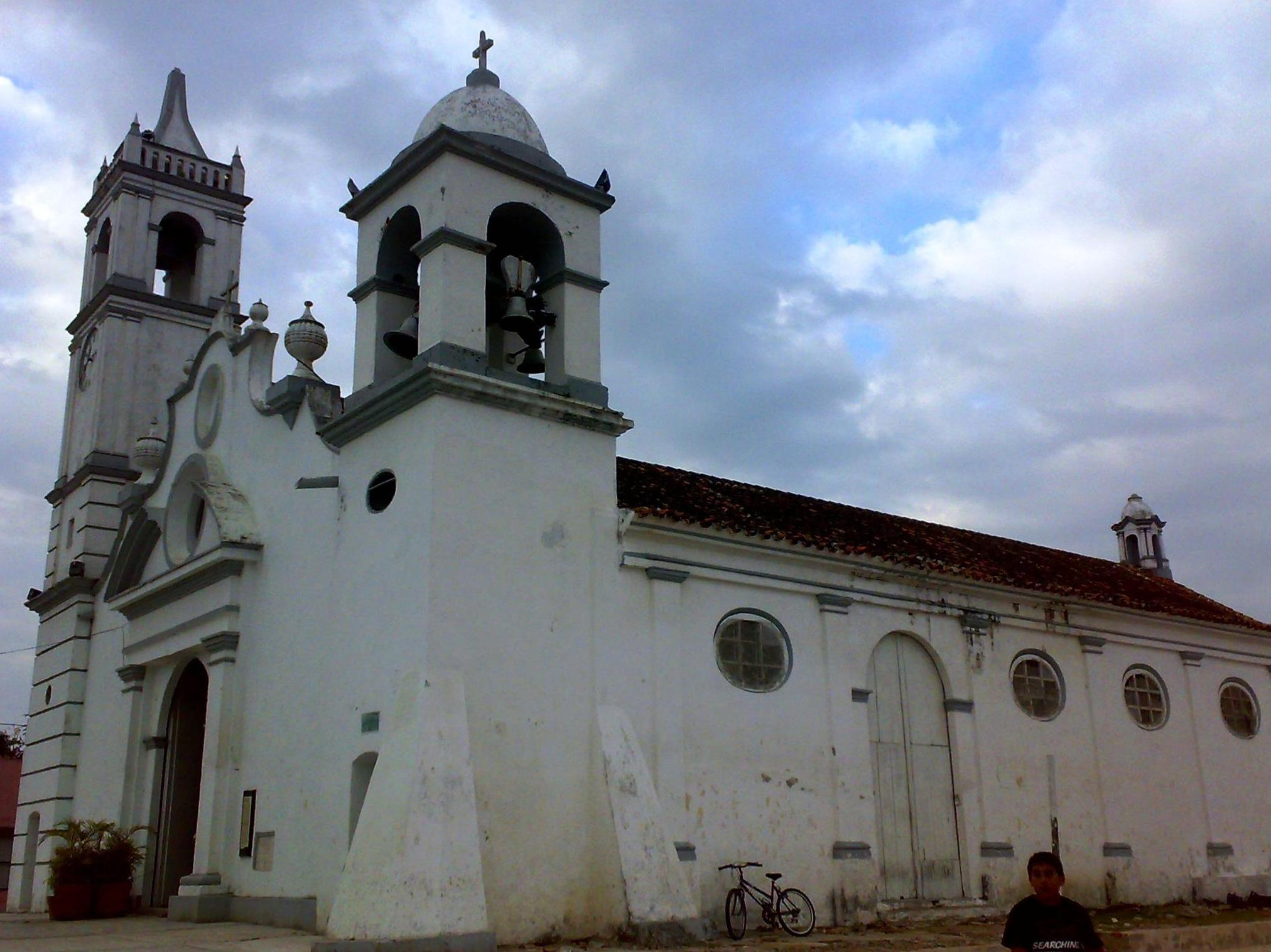
A Szent Mihály-templom